# Libnotes archboldeana
Libnotes archboldeana är en tvåvingeart som först beskrevs av Alexander 1959.  Libnotes archboldeana ingår i släktet Libnotes och familjen småharkrankar. Inga underarter finns listade i Catalogue of Life.